# Metalimnobia grahami
Metalimnobia grahami är en tvåvingeart som först beskrevs av Alexander 1920.  Metalimnobia grahami ingår i släktet Metalimnobia och familjen småharkrankar.
Artens utbredningsområde är Ghana. Inga underarter finns listade i Catalogue of Life.